# Comuna Veselivka, Krasîliv
Veselivka (în ucraineană Веселівка) este o comună în raionul Krasîliv, regiunea Hmelnîțkîi, Ucraina, formată din satele Bereheli, Pașutînți și Veselivka (reședința).

## Demografie
Componența lingvistică a comunei Veselivka
     Ucraineană (98,93%)
     Alte limbi (1,07%)
Conform recensământului din 2001, majoritatea populației comunei Veselivka era vorbitoare de ucraineană (98,93%), existând în minoritate și vorbitori de alte limbi.